# 허리케인 딘
허리케인 딘(Hurricane Dean, 번호 AL042007)은 멕시코의 유카탄반도를 강타한 5등급 허리케인이다. 이 허리케인은 8월 13일에 열대저기압으로 발생하여 8월 23일에 소멸하였다.
인명피해로는 총 32명이 공식 확인되었는데, 아이티에서 14명, 멕시코에서 12명, 자메이카에서 3명, 도미니카 연방에서 2명, 세인트루시아에서 1명 사망하였다.

## 허리케인의 진행

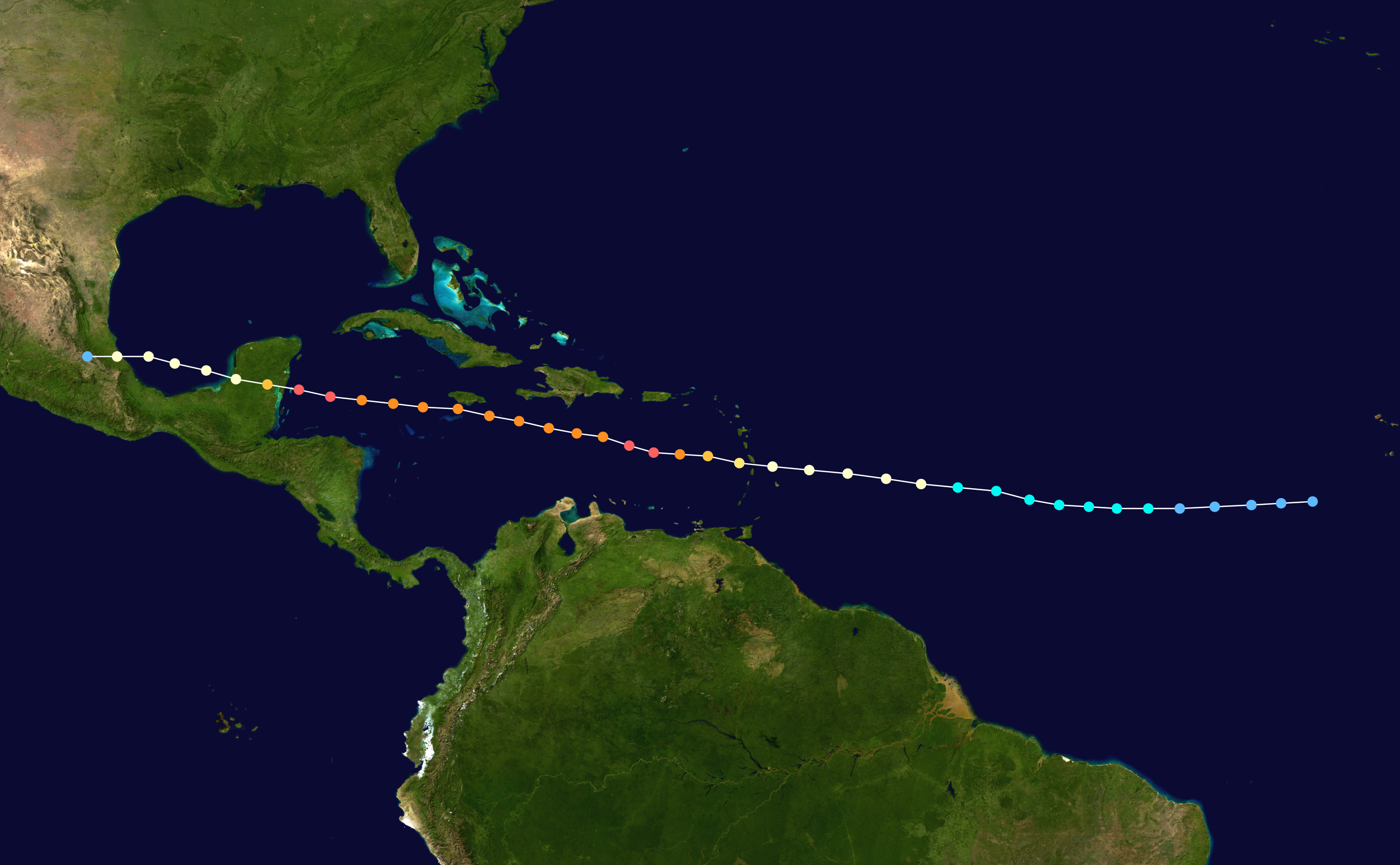
허리케인 딘의 경로

허리케인 "딘"은 8월 11일에, 아프리카 대륙 서쪽 해상에서 발생하였다. 그 후 급격히 발달하면서, 열대저압부 제4호로 8월 13일에 공식 발표하였다. 점차 서진하면서, 다음 날에 열대폭풍 "딘"으로 발달하였다. 8월 15일이 되어 태풍의 눈이 생겼으며, 8월 16일에 허리케인으로 발달하였다. 계속 서진을 하면서 급격히 2등급 허리케인으로 발달하였고, 이어서 8월 17일에는 3등급 허리케인으로 발달하였다. 같은 날, 4등급 허리케인으로 발달하였고, 8월 19일에 허리케인 "딘"은 5등급 허리케인으로 발달하면서 최성기를 맞았다.
허리케인으로써 최성기를 맞이한 허리케인 딘은 8월 19일에 자메이카를 상륙하면서 잠시 약화되었다가 다시 해상으로 진출하면서 발달하였다. 약화되었던 허리케인 딘은 8월 21일에 다시 5등급으로 발달하였다. 그 후 8월 21일에 풍속 150kt, 기압 905hPa로 멕시코 킨타나로오주에 상륙하였다. 육상인 유카탄반도를 통과하면서 1등급 허리케인으로 약화되었고, 8월 22일에 멕시코만을 통과하면서 2등급 허리케인으로 약하게 발달한 채로 테코루틀라 (Tecolutla)에 접근하였다. 그 후 계속 서진하면서 약화되었고, 저기압으로 변질되면서 소멸하였다. 허리케인 "딘"에서 변질된 저기압은 멕시코 부근 해상으로 나온 후, 북서진 하여 미국 남서부 지방에 영향을 주었고, 8월 27일에 완전히 소멸하였다.

## 시간별 허리케인 정보
| 형태       | 날짜 및 시간 (UTC) | 위도 (°N) | 경도 (°W) | 바람 (kt) | 기압 (hPa) | ACE    |
| ---------- | ------------------ | --------- | --------- | --------- | ---------- | ------ |
| 열대저기압 | 8월 13일 6시       | 12.2      | 28.9      | 30        | 1006       | 0      |
| 열대저기압 | 8월 13일 12시      | 12.1      | 30.7      | 30        | 1005       | 0      |
| 열대저기압 | 8월 13일 18시      | 12.0      | 32.4      | 30        | 1005       | 0      |
| 열대저기압 | 8월 14일 0시       | 11.9      | 34.5      | 30        | 1005       | 0      |
| 열대저기압 | 8월 14일 6시       | 11.8      | 36.5      | 30        | 1005       | 0      |
| 열대폭풍   | 8월 14일 12시      | 11.8      | 38.3      | 35        | 1004       | 0.1225 |
| 열대폭풍   | 8월 14일 18시      | 11.8      | 40.1      | 40        | 1002       | 0.1600 |
| 열대폭풍   | 8월 15일 0시       | 11.9      | 41.7      | 50        | 997        | 0.2500 |
| 열대폭풍   | 8월 15일 6시       | 12.0      | 43.4      | 50        | 997        | 0.2500 |
| 열대폭풍   | 8월 15일 12시      | 12.3      | 45.1      | 50        | 997        | 0.2500 |
| 열대폭풍   | 8월 15일 18시      | 12.8      | 47.0      | 55        | 994        | 0.3025 |
| 열대폭풍   | 8월 16일 0시       | 13.0      | 49.2      | 60        | 991        | 0.3600 |
| 허리케인   | 8월 16일 6시       | 13.2      | 51.3      | 70        | 984        | 0.4900 |
| 허리케인   | 8월 16일 12시      | 13.5      | 53.3      | 80        | 970        | 0.6400 |
| 허리케인   | 8월 16일 18시      | 13.8      | 55.5      | 80        | 972        | 0.6400 |
| 허리케인   | 8월 17일 0시       | 14.0      | 57.7      | 80        | 976        | 0.6400 |
| 허리케인   | 8월 17일 6시       | 14.2      | 59.8      | 80        | 975        | 0.6400 |
| 허리케인   | 8월 17일 12시      | 14.4      | 61.7      | 90        | 967        | 0.8100 |
| 허리케인   | 8월 17일 18시      | 14.8      | 63.5      | 110       | 961        | 1.2100 |
| 허리케인   | 8월 18일 0시       | 14.9      | 65.1      | 125       | 944        | 1.5625 |
| 허리케인   | 8월 18일 6시       | 15.0      | 66.6      | 145       | 929        | 2.1025 |
| 허리케인   | 8월 18일 12시      | 15.4      | 68.0      | 145       | 923        | 2.1025 |
| 허리케인   | 8월 18일 18시      | 15.9      | 69.5      | 130       | 930        | 1.6900 |
| 허리케인   | 8월 19일 0시       | 16.1      | 71.0      | 120       | 920        | 1.4400 |
| 허리케인   | 8월 19일 6시       | 16.4      | 72.7      | 120       | 921        | 1.4400 |
| 허리케인   | 8월 19일 12시      | 16.8      | 74.3      | 125       | 923        | 1.5625 |
| 허리케인   | 8월 19일 18시      | 17.1      | 77.0      | 125       | 930        | 1.5625 |
| 허리케인   | 8월 20일 0시       | 17.5      | 77.8      | 125       | 926        | 1.5625 |
| 허리케인   | 8월 20일 6시       | 17.6      | 79.8      | 130       | 926        | 1.6900 |
| 허리케인   | 8월 20일 12시      | 17.8      | 81.5      | 130       | 926        | 1.6900 |
| 허리케인   | 8월 20일 18시      | 18.0      | 83.3      | 135       | 924        | 1.8225 |
| 허리케인   | 8월 21일 0시       | 18.2      | 85.1      | 145       | 914        | 2.1025 |
| 허리케인   | 8월 21일 6시       | 18.6      | 86.9      | 150       | 907        | 2.2500 |
| 허리케인   | 8월 21일 12시      | 18.9      | 88.7      | 110       | 935        | 1.2100 |
| 허리케인   | 8월 21일 18시      | 19.2      | 90.5      | 75        | 960        | 0.5625 |
| 허리케인   | 8월 22일 0시       | 19.7      | 92.2      | 65        | 979        | 0.4225 |
| 허리케인   | 8월 22일 6시       | 20.1      | 94.0      | 70        | 979        | 0.4900 |
| 허리케인   | 8월 22일 12시      | 20.5      | 95.5      | 80        | 976        | 0.6400 |
| 허리케인   | 8월 22일 18시      | 20.5      | 97.3      | 75        | 974        | 0.4225 |
| 열대저기압 | 8월 23일 0시       | 20.5      | 99.0      | 30        | 998        | 0      |
| 소멸       | 8월 23일 6시       |           |           |           |            |        |

## 피해
|           | 나라/주       | 사망자 수            |
| --------- | ------------- | -------------------- |
| 카리브 해 | 자메이카      | 3명                  |
| 멕시코 만 | 멕시코        | 12명                 |
| 카리브 해 | 도미니카 연방 | 2명                  |
| 카리브 해 | 세인트루시아  | 1명                  |
| 카리브 해 | 아이티        | 14명                 |
| 확인 안됨 |               | 12 (확인 안 됨)      |
| 총        | 5개 나라/주   | 32 (12명 확인 안 됨) |

허리케인 딘으로 발생한 인명 피해는 총 32명이 공식 확인되었는데, 아이티에서 14명, 멕시코에서 12명, 자메이카에서 3명, 도미니카 연방에서 2명, 세인트루시아에서 1명 사망하였다. 그러나 아직 정확한 사망자 수가 확인되지 않았고, 44명으로 추측하고 있다.

## 이름
허리케인 이름 중에서 "딘 (Dean)"이란 이름은 2007년을 마지막으로 영구 제명되었다. 2013년부터 "도리안 (Dorian)"라는 이름으로 쓰일 예정이다.